# Jean Antoine de Charnes
Pour les articles homonymes, voir Charnes.
Jean Antoine de Charnes (Villeneuve-lès-Avignon, 1641-1728) est un chanoine et écrivain français du XVIIIe siècle.

## Biographie
Prenant part à la rédaction des Nouvelles de l'ordre de la Boisson, il est l'auteur d'un ouvrage contenant des bons mots, chansons grivoises et épigrammes, saouleries diverses, des portraits, dont ceux de Turenne, de Louis XIV, une ode satirique à Mazarin sur la mégalomanie des bâtiments du Louvre, etc. Ces textes furent faussement attribués par Barbier à Germain de La Faille. L’abbé de Charnes mourut le 17 septembre 1728.

## Œuvres
L’abbé de Charnes avait débuté par un ouvrage intitulé : Conversations sur la princesse de Clèves, 1679, in-12. Cet écrit s’était fait remarquer par le mérite du style et par la finesse de la critique ; mais la production qui a fait le plus d’honneur à l’abbé de Charnes, c’est la Vie du Tasse, Paris, 1690, in-12, réimprimée la même année en Hollande. « C’est, dit Bayle, un « ouvrage très-curieux. » Il paraît se recommander, en effet, par l’exactitude des faits, par l’intérêt de la narration, par une juste appréciation du génie du grand poète qui en est le sujet, par d’heureux rapprochements de ses ouvrages avec ceux des grands maîtres de l’antiquité, et par la connaissance approfondie de la littérature italienne : mais cette vie n’est, au fond, qu’un abrégé de celle que le marquis Giovanni Battista Manso, ami du Tasse, a écrite en italien. L’auteur n’avait d’abord eu dessein de composer que l’Histoire du démêlé du Tasse avec l’académie de la Crusca ; mais il conçut ensuite cet ouvrage sur un plan plus étendu, dans lequel il embrassa, comme le Manso l’avait fait, toutes les circonstances de la vie du poète. Charnes avait aussi entrepris une traduction de Claudien. François Graverol lui dédia sa Dissertation sur la Vénus d’Arles.

## Pour approfondir